# Corte marziale turca del 1919-1920

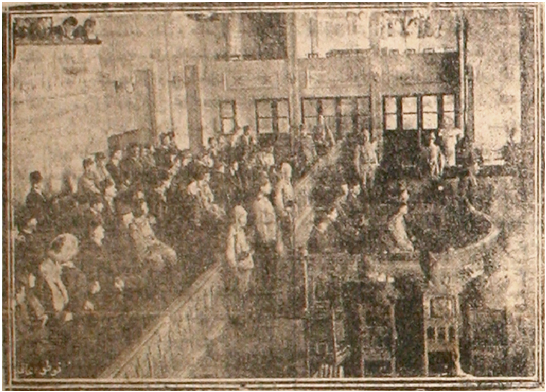
Una sessione della corte marziale turca del 1919-20. I leader del CUP, Enver, Djemal, Talaat, tra gli altri, sono stati infine condannati a morte con l'accusa di profitti in tempo di guerra e massacri di armeni e greci.

Le corte marziale turca del 1919-20 dell'Impero ottomano fu la corte marziale stabilita dopo l'armistizio di Mudros, all'indomani della prima guerra mondiale. La leadership del Comitato Unione e Progresso (CUP) e alcuni ex funzionari selezionati vennero imputati di diverse accuse, tra cui sovversione della costituzione, speculazione bellica e massacri di armeni e greci. Il tribunale emise un verdetto di condanna a morte per gli organizzatori dei massacri - Talat, Enver e Cemal - e altri.
In ragione della mancanza di leggi internazionali in base alle quali potevano essere processati gli uomini che orchestrarono i massacri, i responsabili fuggirono dai procedimenti giudiziari e viaggiarono relativamente in modo libero in Germania, Italia e Asia centrale. Ciò portò alla formazione dell'Operazione Nemesis, un'operazione segreta condotta dagli armeni durante la quale figure politiche e militari ottomane fuggite dall'accusa furono assassinate per il loro ruolo nel genocidio armeno.
La corte marziale turca fu costretta a chiudere durante la rinascita del Movimento Nazionale Turco sotto Mustafa Kemal. Coloro che rimasero a scontare la pena furono infine graziati sotto il governo kemalista di recente costituzione il 31 marzo 1923.

## Contesto

### Prima guerra mondiale
In seguito al reportage dell'ambasciatore statunitense presso l'Impero ottomano Henry Morgenthau, Sr. della resistenza armena durante il genocidio armeno nella città di Van, la Triplice Intesa avvertì formalmente l'Impero ottomano il 24 maggio 1915 che:

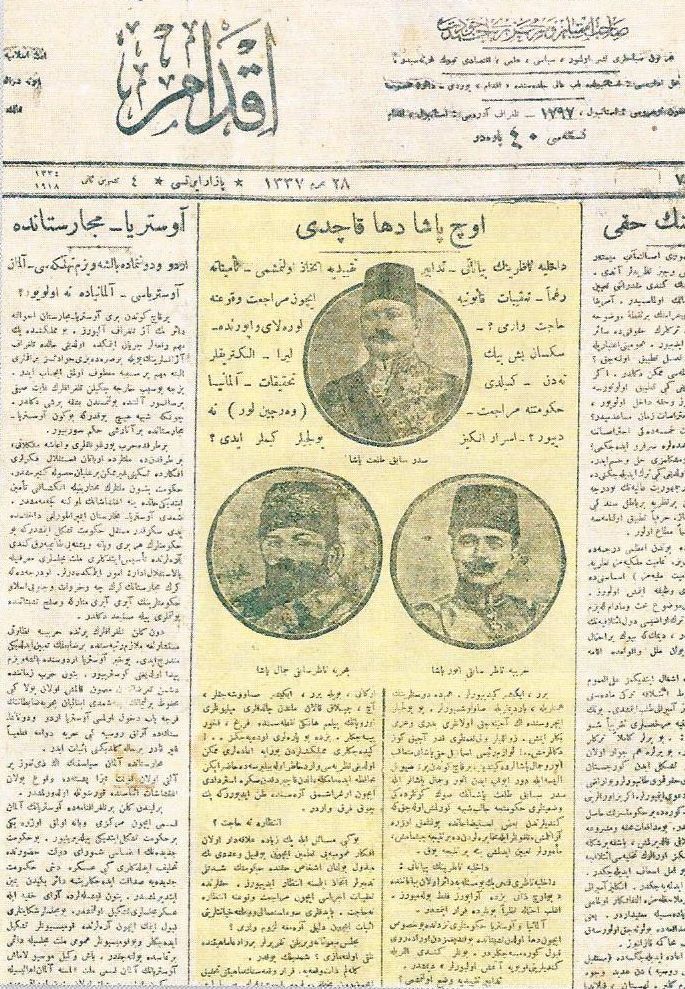
La prima pagina del quotidiano ottomano İkdam il 4 novembre 1918 dopo che i Tre Pascià fuggirono dal paese dopo la prima guerra mondiale. Si legge: "La loro risposta per eliminare il problema armeno fu di tentare l'eliminazione degli armeni stessi".

Nei mesi precedenti alla fine della prima guerra mondiale, l'Impero ottomano aveva subito una profonda ristrutturazione. Nel luglio del 1918, il sultano Mehmed V morì e gli succedette il fratellastro Mehmed VI. I ministri del Comitato Unione e Progresso, compresi i Tre Pascià che diressero il governo ottomano tra il 1913 e il 1918, si erano dimessi dall'incarico ed erano fuggiti dal paese poco dopo. Il successo dell'offensiva alleata a Salonicco rappresentò una minaccia diretta per la capitale ottomana di Costantinopoli. Il sultano Mehmed VI nominò Ahmed Izzet Pasha alla carica di Gran Visir e gli assegnò l'incarico di cercare un armistizio con le potenze alleate per porre fine al coinvolgimento ottomano nella guerra.
Il 30 ottobre 1918 fu firmato un armistizio tra gli ottomani, rappresentati dal ministro della Marina Rauf Orbay, e gli alleati, rappresentati dall'ammiraglio britannico Sir Somerset Gough-Calthorpe. L'armistizio essenzialmente pose fine alla partecipazione ottomana alla guerra e richiese alle forze dell'Impero di ritirarsi. Tuttavia rimasero ancora circa un milione di soldati sul campo e i combattimenti, su piccola scala nelle province di frontiera, continuarono fino al novembre 1918.

### Resa di Costantinopoli
Nel novembre 1918, la Gran Bretagna nominò l'Ammiraglio Sir Somerset Gough-Calthorpe come Alto Commissario e il Contrammiraglio Richard Webb come Assistente Alto Commissario a Costantinopoli. Una brigata francese entrò in seguito a Costantinopoli il 12 novembre 1918 e le truppe britanniche entrarono per la prima volta nella città il 13 novembre 1918. All'inizio di dicembre del 1918, le truppe alleate occuparono sezioni di Costantinopoli e istituirono un'amministrazione militare.
Il Segretario di Stato americano Robert Lansing convocò i rappresentanti dell'Impero ottomano, il sultano Mehmed VI e il Gran Visir Damat Ferid Pasha (un membro fondatore del Partito Libertà e Accordo. La Conferenza di pace di Parigi istituì "La Commissione sulle responsabilità e le Sanzioni" nel gennaio 1919.
Il 2 gennaio 1919, Gough-Calthorpe chiese all'autorità del Ministero degli Esteri di ottenere l'arresto e la consegna di tutti i responsabili delle continue violazioni dei termini dell'armistizio e dei continui maltrattamenti degli armeni. Calthorpe mise insieme uno staff di assistenti dedicati, tra cui un eminente irlandese anti-turco, Andrew Ryan, in seguito Sir, che nel 1951 pubblicò le sue memorie. Nel suo nuovo ruolo di capo Dragomanno dell'Alto Commissariato britannico e secondo ufficiale politico, si trovò a capo della questione armena. Si dimostrò determinante nell'arresto di un gran numero dei futuri esuli ottomani di Malta. Questi si dividevano in tre categorie: coloro che violavano ancora i termini dell'armistizio, coloro che avevano presumibilmente maltrattato prigionieri di guerra alleati e coloro che erano responsabili di massacri contro gli armeni nella stessa Turchia e nel Caucaso. Calthorpe chiese un colloquio personale con Reshid Pasha, ministro degli Affari esteri ottomano, per convincerlo di come la Gran Bretagna considerasse la vicenda armena e il maltrattamento dei prigionieri di guerra come "i più importanti" che meritavano "la massima attenzione". Due giorni dopo Calthorpe chiese formalmente l'arresto di sette leader del Comitato di Unione e Progresso (CUP). Tra le 160 e le 200 persone furono arrestate ma altre 60 sospettate di aver partecipato al massacro degli armeni rimasero latitanti.

## Corte marziale

### Istituzione

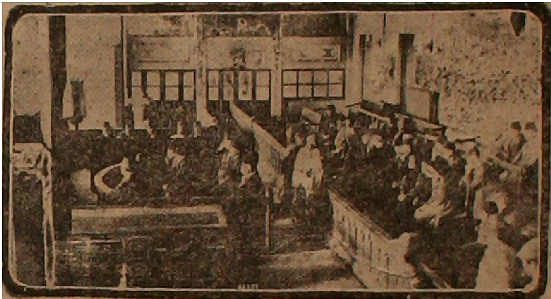
Una sessione delle corti marziali turche il 3 aprile 1919.

La corte marziale fu istituita il 28 aprile 1919 mentre era in corso la Conferenza di pace di Parigi del 1919. Fu istituita una commissione d'inchiesta, chiamata "Commissione d'inchiesta Mazhar", investita di poteri straordinari di citazione in giudizio, arresti, e così via., attraverso i quali i criminali di guerra venivano convocati in giudizio. Questa organizzazione si assicurò i documenti ottomani da molte province dell'Impero. Il sultano Mehmet VI e il Gran Visir Damat Ferid Pasha, come rappresentanti dell'Impero ottomano durante la Seconda era costituzionale, furono convocati alla Conferenza di Pace di Parigi. L'11 luglio 1919, Damat Ferid Pasha confessò ufficialmente i massacri contro gli armeni nell'impero ottomano e fu una figura chiave per l'avvio dei processi per crimini di guerra tenuti subito dopo la prima guerra mondiale e di condanna a morte dei principali autori del genocidio.
Il governo ottomano a Costantinopoli (rappresentato da Damat Ferid Pasha), imputò la colpa ad alcuni membri del Comitato di Unione e Progresso e ai rivali di lunga data del suo Partito Libertà e Accordo, il che avrebbe assicurato che l'Impero ottomano avrebbe ricevuto un trattamento indulgente durante la Conferenza di pace di Parigi. I processi aiutarono il partito (chiamato anche Partito dell'Unione liberale) a sradicare il Comitato di Unione e Progresso dall'arena politica. Il 23 luglio 1919, durante il Congresso di Erzurum, il generale Kâzım Karabekir ricevette un ordine diretto dal Sultanato di arrestare Mustafa Kemal Atatürk e Rauf Orbay e di assumere la posizione di Kemal come ispettore generale delle province orientali. Egli sfidò il governo di Costantinopoli e si rifiutò di eseguire l'arresto.
A quel tempo la Turchia aveva due governi concorrenti a Costantinopoli e Ankara. Il governo di Costantinopoli sosteneva i processi turchi con più o meno una certa serietà a seconda del governo corrente. Mentre il Gran Visir Damat Ferid Pasha (4 marzo - 2 ottobre 1919 e di nuovo 5 aprile - 21 ottobre 1920) stava dietro i capi di accusa e il governo del Gran Visir Ali Riza Pasha (2 ottobre 1919 - 2 marzo 1920) fece appena menzione dei procedimenti legali contro i criminali di guerra. I processi avevano anche offuscato la partecipazione del Movimento Nazionale Turco con gli atti criminosi del genocidio armeno, e alla fine ciò si tradusse in un crescente sostegno al governo di Ankara che sarebbe stato guidato in seguito da Atatürk.

### Procedura
La corte rimase per quasi un anno, dall'aprile 1919 al marzo 1920, anche se dopo pochi mesi divenne chiaro che il tribunale stava semplicemente eseguendo le mozioni. I giudici avevano condannato il primo gruppo di imputati (Enver, e altri.) i quali erano già al sicuro fuori dal paese. Il tribunale, nonostante avesse mostrato i suoi sforzi, non aveva intenzione di reiterare le condanne. L'ammiraglio Sir Somerset Gough-Calthorpe protestò davanti alla Sublime porta, tolse i processi dalle mani dei turchi e trasferì i procedimenti a Malta. Si tentò di insediare un tribunale internazionale, ma i turchi ingarbugliarono le indagini e gestirono malamente le prove documentali in modo che nulla del loro lavoro potesse essere utilizzato dal tribunale internazionale.
Secondo il giudice della Corte europea dei diritti dell'uomo Giovanni Bonello, "molto probabilmente gli inglesi trovarono il sistema inquisitorio continentale di procedura penale utilizzato in Turchia ripugnante per i propri percorsi di giustizia penale e dubitarono dell'opportunità di fare affidamento su di esso". O, probabilmente, il governo turco non si presentò mai per consegnare i documenti incriminanti utilizzati dai tribunali militari. Qualunque fosse la ragione, con l'avvento del potere di Atatürk, tutti i documenti sui quali i tribunali militari turchi avevano basato i loro processi e le loro condanne, andarono "persi". L'ammiraglio John de Robeck sostituì l'ammiraglio Gough-Calthorpe il 5 agosto 1919 come "Comandante in capo, Mediterraneo e Alto Commissario, a Costantinopoli". Nell'agosto 1920, il procedimento fu interrotto e l'ammiraglio John de Robeck informò London dell'inutilità di continuare il tribunale con l'osservazione: "Le sue conclusioni non possono essere tenute in alcun conto".
Un comitato investigativo avviato da Hasan Mazhar venne immediatamente incaricato di raccogliere prove e testimonianze, con uno sforzo particolare per ottenere le indagini sui dipendenti pubblici implicati nei massacri commessi contro gli armeni. Secondo lo studioso del genocidio Vahakn Dadrian, la Commissione ha lavorato in conformità alle sezioni 47, 75 e 87 del codice di procedura penale ottomano. Aveva ampi poteri investigativi, perché non si limitava solamente a condurre procedimenti legali e cercare e sequestrare documenti, ma anche ad arrestare e imprigionare i sospettati con l'assistenza del Dipartimento per le indagini penali e di altri servizi statali. In tre mesi, il comitato riuscì a raccogliere 130 documenti e fascicoli relativi ai massacri e li trasferì alle corti marziali.
Le corti marziali turche avevano anche alcuni casi di funzionari ottomani di alto rango, che furono assassinati da agenti del CUP nel 1915 per aver disobbedito agli ordini criminali del governo centrale di deportare ed eliminare completamente la popolazione civile armena dell'Impero ottomano.

### Verdetti
L'8 aprile 1919 Mehmed Kemal, l'ex kaymakam di Boğazlıyan, Yozgat, fu condannato a morte e il verdetto fu eseguito per impiccagione il 10 aprile 1919.
Abdullah Avni, il comandante della gendarmeria di Erzincan, fu condannato a morte durante i processi a Erzincan e impiccato il 22 aprile 1920.
Behramzade Nusret, il kaymakam di Bayburt, fu condannato a morte il 20 luglio 1920 e impiccato il 5 agosto 1920.
Il 5 luglio 1919, il tribunale emise un verdetto di condanna a morte degli organizzatori dei massacri, Talat, Enver, Cemal e altri. Il tribunale militare ritenne che l'intento del CUP fosse quello di eliminare fisicamente gli armeni, tramite la sua organizzazione speciale. Il pronunciamento recita:
La corte marziale sciolse ufficialmente il CUP e confiscò i suoi beni e quelli di coloro che erano stati giudicati colpevoli. Due dei tre pascià che fuggirono furono successivamente assassinati dai militanti armeni nell'Operazione Nemesis.

## Detenzione a Malta e conseguenze
I membri militari ottomani e politici di alto rango condannati dalle corti marziali turche furono trasferiti dalle prigioni di Costantinopoli alla colonia della Corona di Malta a bordo della SS Princess Ena e della SS HMS Benbow dalle forze britanniche, a partire dal 1919. L'Ammiraglio Sir Somerset Gough-Calthorpe era responsabile dell'operazione, insieme a Lord Curzon; entrambi operarono a causa della mancanza di trasparenza delle corti marziali turche. i membri vennero trattenuti lì per tre anni, mentre venivano effettuate ricerche negli archivi di Costantinopoli, Londra, Parigi e Washington per trovare un modo per processarli. Tuttavia, i criminali di guerra furono infine rilasciati senza processo e restituiti a Costantinopoli nel 1921, in cambio di 22 prigionieri di guerra britannici detenuti dal governo di Ankara, incluso un parente di Lord Curzon. Il governo di Ankara era contrario al potere politico del governo di Costantinopoli. I mebri rilasciati sono spesso menzionati come gli esuli di Malta in alcune fonti.
Secondo il giudice della Corte europea dei diritti dell'uomo Giovanni Bonello la sospensione delle azioni penali, il rimpatrio e il rilascio dei detenuti turchi è stata tra l'altro il risultato della mancanza di un quadro giuridico appropriato di giurisdizione sovranazionale, perché, dopo la prima guerra mondiale, non esisteva nessuna norma internazionale per regolare i crimini di guerra, a causa di un vuoto giuridico nel diritto internazionale; pertanto, contrariamente alle fonti turche, nessun processo si è mai tenuto a Malta. Egli afferma che il rilascio dei detenuti turchi è stato ottenuto in cambio di 22 prigionieri britannici detenuti da Mustafa Kemal Atatürk.

### Punizione

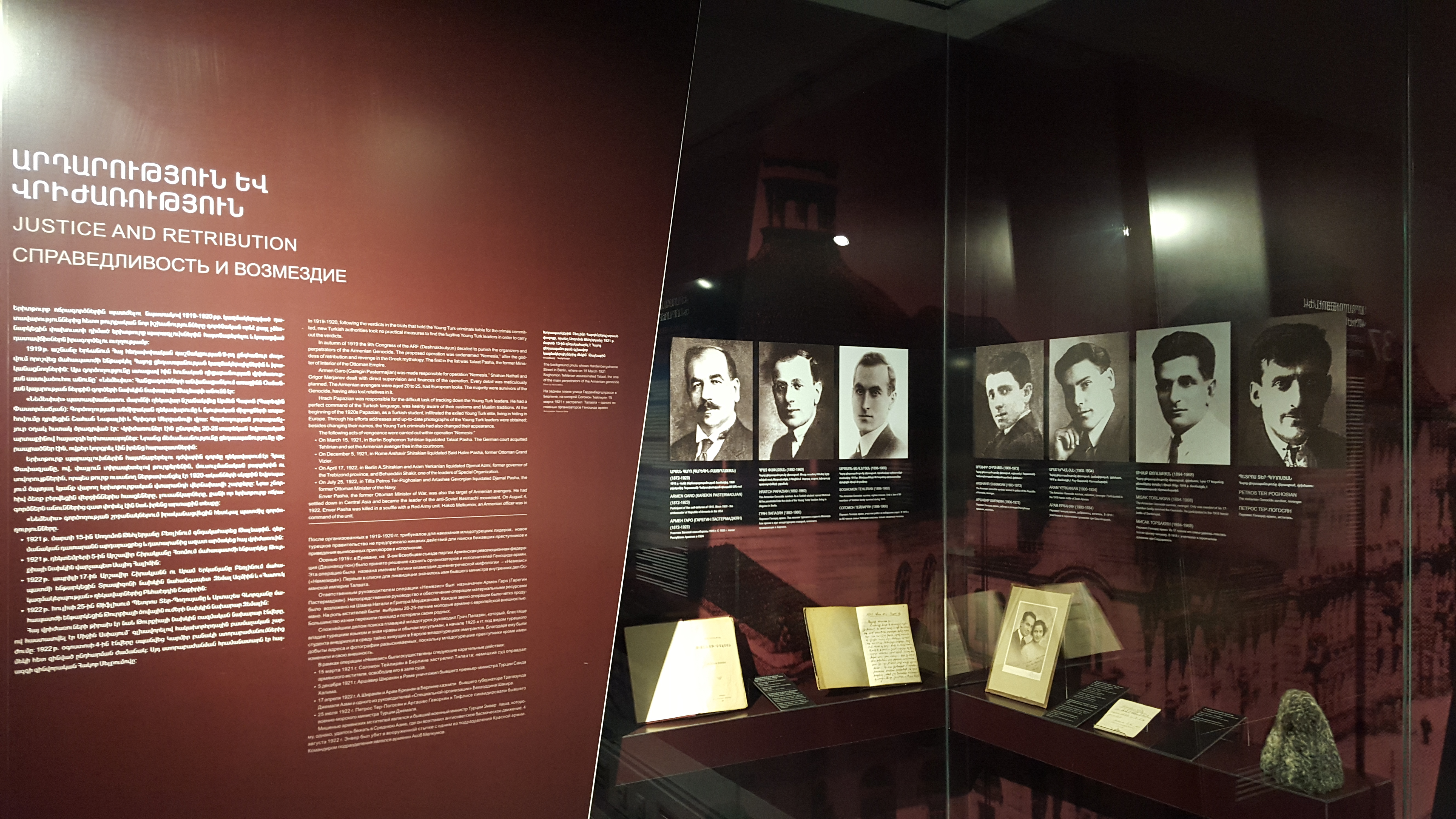
Una mostra dedicata all'Operazione Nemesis al museo del genocidio a Yerevan, Armenia

Al 9º Congresso Generale della Federazione Armena Rivoluzionaria , convocato a Yerevan dal 27 settembre alla fine di ottobre 1919, era all'ordine del giorno la questione della punizione contro i diretti responsabili dell'organizzazione del genocidio. Una task force, guidata da Shahan Natalie, che lavorava con Grigor Merjanov, fu istituita per assassinare Talaat Pasha, Javanshir Khan, Said Halim Pasha, Behaeddin Shakir Bey, Jemal Azmi, Cemal Pasha, Enver Pasha, così come diversi collaborazionisti armeni, in un'operazione segreta con il nome in codice di Operazione Nemesis.

## Eliminazione delle prove
Una rivelazione diplomatica di WikiLeaks classificata e firmata da David Arnett il 4 luglio 2004 presso il Consolato Generale degli Stati Uniti a Istanbul afferma quanto segue:
Secondo il professor Halil Berktay dell'Università Sabanci, ci sono stati due seri sforzi per ripulire gli archivi da qualsiasi documento incriminante sulla questione armena. Il primo ebbe luogo nel 1918, presumibilmente prima che le forze alleate occupassero Istanbul. Berktay e altri fanno riferimento a testimonianze nei tribunali militari turchi del 1919 che indicano che documenti importanti erano stati "rubati" dagli archivi. Berktay crede che una seconda epurazione sia stata eseguita in concomitanza con gli sforzi di Özal per aprire gli archivi da un gruppo di diplomatici e generali in pensione guidati dall'ex ambasciatore Muharrem Nuri Birgi.
Secondo ciò, l'ambasciatore Muharrem Nuri Birgi era effettivamente incaricato di distruggere le prove durante gli anni '80. Durante il processo di eliminazione delle prove, l'ambasciatore Birgi ha dichiarato in riferimento agli armeni: "Li abbiamo davvero massacrati". Altri, come Tony Greenwood, direttore dell'American Research Institute in Turchia, ha confermato che un gruppo selezionato di militari in pensione stava "esaminando" gli archivi. Tuttavia, è stato notato da un certo studioso turco che l'esame era solo uno sforzo per eliminare i documenti trovati negli archivi.

## Controversie
Coloro che negano il genocidio armeno hanno messo in dubbio le traduzioni in lingua occidentale (principalmente inglese e tedesco) dei verdetti e dei resoconti pubblicati sui giornali. Gilles Veinstein, professore di storia ottomana e turca al Collège de France, stima che la traduzione fatta dall'ex storico armeno Haigazn Kazarian sia "molto tendenziosa, in diverse località". Gli storici turchi Erman Şahin e Ferudun Ata accusano Taner Akçam di traduzioni errate e riassunti imprecisi, inclusa la riscrittura di frasi importanti e l'aggiunta di cose non incluse nella versione originale.